# 朱慈𤆝
德王朱慈𤆝（？—1648年5月16日），明朝第七代德王，德定王朱翊錧之曾孫，紀城溫裕王朱常澍之孫，紀城王朱由侎的庶第四子。

## 生平
崇禎十二年（1639年）正月，清兵攻陷濟南府，德王朱由𣒻被擄至關外。崇禎十三年（1640年），朱由𣒻的獨子夭折。同年六月十六日，朱慈𤆝襲封德王。崇禎十七年（1644年）三月李自成攻陷北京後，派部將佔領濟南府，朱慈𤆝被俘。
大順軍隊西撤後，由泰安王朱由𰘱暫時管理德府事。順治元年（1644年）五月，清军统帅摄政王多尔衮杀入北京后面南居中而坐，让朱慈𤆝和晋王朱审烜左右并坐而受朝。七月初四日，清朝招撫山東河南官員戶部右侍郎王鳌永進駐濟南府。初五日，朱由𰘱率領德藩各支宗室奉表歸降清廷。同年九月，德藩各支宗室共推故嘉祥王朱由橔之子朱慈䓎過嗣管理府事、繼承遺產，但未獲允許。
顺治五年（1648年）四月，清朝杀朱审烜、朱慈𤆝等，当日有大风。

## 家庭
- 妻：德王妃，順治二年（1645年）十月獲賜歲銀六十兩[3]。